# Moris Kvitelashvili
Moris Kvitelashvili (Moscú; 17 de marzo de 1995) es un patinador artístico sobre hielo nacido ruso nacionalizado georgiano, que quedó cuarto en los Internacionales de Francia 2019, tras el estadounidense Nathan Chen, el ruso Alexander Samarin y el francés Kévin Aymoz, en modalidad de patinaje individual masculino.
Kvitelashvili también compitió en la Universiada de Invierno de 2019, ganando la medalla de bronce.